# Herman Greid
Herman Markus Greid, född 24 november 1892 i Wien, död 6 januari 1975 i Johanneshov, Skarpnäcks församling, Stockholm
, var en österrikiskfödd skådespelare, författare och regissör.
Han var verksam i bland annat Tyskland, Sovjetunionen och Sverige.
Greid var under Weimarrepubliken teaterskådespelare i Weimar tillsammans med bland annat Helene Weigel. Han var också konstnärlig ledare för den vänsterpolitiska agitpropensemblen "Truppe im Westen" i Düsseldorf. Efter det nazistiska maktövertagandet 1933 flydde Greid till Sovjetunionen, där han bland annat turnerade med en resande teatertrupp i Ukrainska SSR. Trots sina vänstersympatier kom dock Greid alltmer att ana baksidan av den sovjetiska kommunismen, och han kritiserade den senare för att sakna grundläggande etik. Han deltog trots detta på den sovjetstödda republikanska sidan i spanska inbördeskriget, men efter falangisternas seger valde han att bosätta sig i Sverige.
I Sverige umgicks Greid bland annat flitigt med Bertolt Brecht under dennes vistelse i landet 1939–1940 (båda var bosatta på Lidingö). Greid hade redan 1938 regisserat den svenska premiäruppsättningen av Brechts Fru Carrars gevär på Odeonteatern, och under författarens Sverigevistelse regisserade han även en amatöruppsättning av dennes Förhöret med Lukullus. Han sysslade med politisk teater inom SSU:s dramagrupp "Unga röster" (där en ung Carl-Gustaf Lindstedt under denna tid började sin teaterbana), och hade 1948 till 1957 mindre roller i ett antal svenska filmer (däribland två av Ingmar Bergman), ofta som tysk.
Under 1944 gav Greid i Sverige ut den tyska exiltidskriften Freies Deutschland - Schriftenreihe des Freien Deutschen Kulturbundes in Schweden. Han författade också från 1943 och framåt ett dussintal böcker, de flesta rörande religiöst präglade ämnen (bland annat ett kyrkospel: Vägen till livet, 1953). 

## Filmografi
- 1948 – Hamnstad
- 1949 – Törst
- 1951 – Tull-Bom
- 1954 – Seger i mörker
- 1957 – Far till sol och vår